# Buckau (Buckautal)
Buckau ist ein Ortsteil der Gemeinde Buckautal im Landkreis Potsdam-Mittelmark im Land Brandenburg und ist Teil des Amtes Ziesar. 2002 schloss sich Buckau mit der Gemeinde Dretzen zur Gemeinde Buckautal zusammen, in die gleichzeitig Steinberg eingemeindet wurde. Buckau liegt am gleichnamigen Fluss Buckau, einem Nebenfluss der Havel und im Naturpark Hoher Fläming. Im Dorf mündet der Krumme Bach in die Buckau ein. Die Bundesstraße 107 führt durch den Ort. Der Name leitet sich vom polabischen Wort buk für Buche ab.

## Sehenswürdigkeiten
Ausgewiesene Baudenkmale in Buckau sind eine romanische Kirche aus dem Jahr 13. Jahrhundert und ein Mühlengehöft Birkenreismühle am Fluss Buckau mit dem Mühlengebäude mit Silo-Anbau, einem Wohnhaus, einer  Scheune, einer Sägemühle und einem Eckwohnhaus. Die Mühle war bis ins Jahr 1989 noch in Betrieb. Daneben sind das Pfarrhaus, ein Gehöft und ein altes Munitionslager zu Baudenkmalen erklärt.